# ماریو مرگتی
ماریو مرگتی (انگلیسی: Mario Mereghetti؛ زادهٔ ۳ مهٔ ۱۹۳۸) بازیکن فوتبال اهل ایتالیا است.
از باشگاه‌هایی که در آن بازی کرده‌است می‌توان به باشگاه فوتبال اینتر میلان، باشگاه ورزشی لاتزیو، باشگاه فوتبال اودینزه، باشگاه فوتبال آتالانتا، و باشگاه فوتبال وارزه اشاره کرد.